# Jack Higgins
Jack Higgins (cunoscut ca Henry Patterson; n. 27 iulie 1929, Newcastle upon Tyne, Anglia – d. 9 aprilie 2022, Insula Jersey, Insulele Canalului) a fost un important scriitor englez de thriller.
A scris peste șaizeci de romane, cele mai multe din ele thrillere. Primul său succes a fost The Eagle Has Landed („Vulturul a aterizat”) (1975).